# 허드슨 HuC6280
HuC6280는 허드슨에서 WDC 65C02를 개량한 8비트 CPU로 가정용 게임기인 PC 엔진에 사용되었다.

## 특징
HuC6280는 65C02코어에 몇가지 명령어 추가와 인터럽트 컨트롤러, 메모리 관리 유닛(MMU), 타이머,8비트 패러랠 I/O, 프로그래머블 사운드 제네레이터(PSG) 같은 주변기기를 내장시킨 것으로 1.7897725MHz와 7.15909MHz 2가지 속도로 작동된다.

## 메모리 매핑
HuC6280는 64KB의 논리 어드레스 영역과 2MB의 물리 어드레스 영역을 가지고 있는데 내장된 MMU를 사용하여 전체 메모리를 8KB 크기의 세그먼트(뱅크)로 나누어 액세스한다. 논리 어드레스는 아래와 같이 구분된다.
```
           페이지 0 -> $0000-$1FFF
           페이지 1 -> $2000-$3FFF
           페이지 2 -> $4000-$5FFF
           페이지 3 -> $6000-$7FFF
           페이지 4 -> $8000-$9FFF
           페이지 5 -> $A000-$BFFF
           페이지 6 -> $C000-$DFFF
           페이지 7 -> $E000-$FFFF
```

각각의 8KB 세그먼트는 물리적 메모리 맵의 인덱스 정보가 포함된 8비트 레지스터(MPR0-7)와 같이 조합되어 있으며 두개의 전용 명령어로 이 레지스터를 액세스 할 수 있다.
TAMi, 어큐뮬레이터(A)의 내용을 MPR 레지스터(0-7)로 전송한다.
TMAi, MPR 레지스터를 어큐뮬레이터로 전송한다.

## PSG
PSG는 기능이 다른 2쌍으로 구성된 6채널 사운드를 제공한다.
```
       0-1 - 웨이브폼 플레이
             주파수 변조(채널 1 음소거)
       2-3 - 웨이브폼 플레이만 가능
       4-5 - 웨이브폼 플레이
             화이트 노이즈 생성
```

웨이브폼 플레이는 가장 기본적인 기능으로 32바이트, 5비트의 부호없는 리니어 샘플을 선택된 주파수로 플레이한다. 주파수 변조는 특별한 패턴에 따라 조정된 주파수를 플레이할 수 있으며 화이트 노이즈는 폭발이나 타악기 효과에 쓰인다.
각 채널은 Direct D/A 모드를 통해 데이터를 사운드 믹서로 보내 목소리와 같은 복합적인 사운드 패턴을 만들 수 있지만 좀 더 많은 프로그래밍 테크닉과 CPU 점유이 필요하다.